# Scabropyrgus
Scabropyrgus is een geslacht van rechtvleugeligen uit de familie Pyrgomorphidae. De wetenschappelijke naam van dit geslacht is voor het eerst geldig gepubliceerd in 1962 door Kevan.

## Soorten
Het geslacht Scabropyrgus  is monotypisch en omvat slechts de volgende soort:
- Scabropyrgus scabrosus (Bolívar, 1889)